# Thomas Müller (Philosoph)
Thomas Müller (* 30. Dezember 1969 in Landau in der Pfalz) ist ein deutscher Philosoph.

## Leben
Er erwarb 1993 das Vordiplom (Physik; Nebenfächer: Mathematik und Chemie) in Freiburg, 1994 die Zwischenprüfung (Philosophie) in Freiburg, das 1997 Diplom in Physik (Nebenfach Mathematik) in Freiburg, 2001 den Dr. phil. (Philosophie; Nebenfächer: Mathematik und Physik) in Freiburg und 2008 die Habilitation (Philosophie) in Bonn. Seit 2013 ist er an der Universität Konstanz W3-Professor für Theoretische Philosophie.

## Mitgliedschaften
- Seit 2020 Mitglied der Nationalen Akademie der Wissenschaften Leopoldina

## Schriften (Auswahl)
- Arthur Priors Zeitlogik. Eine problemorientierte Darstellung. Paderborn 2002, ISBN 3-89785-257-8.
- mit Nuel Belnap und Tomasz Placek: Branching space-times. Theory and applications. New York 2022, ISBN 978-0-19-088431-4.